# 熱伝導度型検出器

TCDの構造

熱伝導度型検出器（ねつでんどうどがたけんしゅつき、英: Thermal Conductivity Detector、略称：TCD）とは、ガスクロマトグラフィーで用いられ、試料ガスの熱伝導率によって検出する検出器のこと。

## 構造と原理
TCDは、熱容量の大きい金属ブロック内のガス流路に、金属フィラメントなどの検出素子を収めた構造である。
フィラメントは一定の電流を流して自己発熱するが、キャリアガスによって冷却もされるため一定温度となる。キャリアガスには熱伝導率が大きいヘリウムや水素が用いられる。ここに他のガス成分が混入すると、熱伝導率が小さいためフィラメントの熱を奪う度合いも小さく、温度が上昇する。温度上昇によってフィラメントの電気抵抗は増加し、この抵抗の増大をホイートストンブリッジ回路で検出する。

## 特徴
- TCDでは、熱伝導率がキャリアガスと異なるガスは、無機ガスも有機物ガスも全て検出される。
- 測定するガスは破壊されない。
- 感度はあまり高くない。
- キャリアガスを流さずに電流を流すとフィラメントが溶断することがある。